# So What (Pink)
So What è una canzone scritta ed interpretata dalla cantante statunitense Pink. È stata pubblicata come primo singolo dal suo quinto album, Funhouse.
Il brano è uno dei più conosciuti e di successo della cantante a livello mondiale.

## Descrizione
Alla realizzazione del brano hanno partecipato anche il produttore Max Martin e Shellback. Martin aveva precedentemente collaborato con Pink in U + Ur Hand, 'Cuz I Can e Who Knew.
So What è stata interpretata da Pink durante gli MTV Video Music Awards, il 7 settembre 2008 ed è stata utilizzata per promuovere l'MTV Video Music Awards Latin America.
Nel fine settimana del 26 settembre 2008, So What è arrivato al primo posto della classifica statunitense, segnando la seconda numero 1 per Pink nel proprio Paese dai tempi Lady Marmalade, che arrivò alla numero 1 negli States nel 2001. In seguito il singolo è riuscito a raggiungere la vetta di numerose classifiche in tutto il mondo.
Il significato della canzone è che, anche se ormai lei è divorziata, si farà forza e andrà avanti, invece che piangere su se stessa.

## Il video
Il regista Dave Meyers ha diretto il video di So What con cui Pink aveva già lavorato in precedenza, tra gli altri, per i video di U + Ur Hand e Stupid Girls, che avevano vinto gli MTV Video Music Award nella categoria "miglior video pop". Il video è stato trasmesso per la prima volta il 22 agosto. Nel video si alternano varie scene in cui la cantante, piena di rancore verso il marito che l'ha lasciata, compie atti di sfogo come inveire contro una coppia di neo-sposi o tagliare l'albero su cui erano intagliati i loro nomi dentro un cuore, e quando appare nuda davanti ad una folla di giornalisti. La canzone in sé gira intorno al concetto di abbandono e frustrazione conseguente. Nel video fanno una comparsa Jessica Simpson, Carey Hart, ex marito di Pink (ora sposati con due figli) e il produttore Butch Walker.

## Successo e vendite
La canzone è uscita alla fine dell'estate 2008 e partire dalla sua diffusione radiofonica ha ricevuto un grande apprezzamento, questo grazie anche alla forte promozione effettuata della stessa Pink. A fine settembre So What ha iniziato a prendere un posto sempre più di rilievo nelle classifiche, fino a conquistare con l'uscita dell'album, la vetta delle classifiche di ben tredici stati ed entrando in numerose altre top 10. Grazie a questi risultati, ad oggi So What è il singolo di maggiore successo della cantante dopo Lady Marmalade cantata però in collaborazione con altre tre cantanti. Le vendite totali di So What sono pari 7,000,000 copie. Il singolo ha riscontrato un certo successo anche in Italia, dove è entrato nella top 20.

## Tracce
2 Track CD 88697-37277-2
1. So What - 3:35
2. Could've Had Everything - 3:09

Maxi CD 88697-37281-2
1. So What - 3:35
2. So What (Instrumental) - 3:35
3. Could've Had Everything - 3:09
4. So What (Video) - 3:41

2 Tracks Limited Collector's Edition CD 88697-40941-2
1. So What - 3:35
2. So What (Bimbo Jones Radio Mix) - 3:36

US Promo CD 88697-36800-2
1. So What (Clean) - 3:35
2. So What (Main) - 3:35

UK Promo CD-R
1. So What (Clean Version) - 3:34

UK Promo CD-R (Remix)
1. So What (Bimbo Jones Radio Mix) - 3:38
2. So What (Bimbo Jones Full Remix) - 7:32

## Classifiche internazionali
| Classifica (2008) | Posizione più alta |
| ----------------- | ------------------ |
| Australia         | 1                  |
| Austria           | 1                  |
| Belgio            | 4                  |
| Canada            | 1                  |
| Danimarca         | 3                  |
| Paesi Bassi       | 4                  |
| Europa            | 1                  |
| Finlandia         | 2                  |
| Francia           | 5                  |
| Germania          | 1                  |
| Irlanda           | 1                  |
| Israele           | 8                  |
| Italia            | 14                 |
| Giappone          | 17                 |
| Nuova Zelanda     | 1                  |
| Norvegia          | 3                  |
| Svezia            | 2                  |
| Svizzera          | 1                  |
| Turchia           | 1                  |
| Regno Unito       | 1                  |
| Stati Uniti       | 1                  |
| Stati Uniti (pop) | 1                  |

### Classifiche di fine anno
| Classifica (2008) | Posizione |
| ----------------- | --------- |
| Australia         | 2         |
| Austria           | 16        |
| Belgio Fiandre    | 28        |
| Belgio Vallonia   | 67        |
| Canada            | 19        |
| Paesi Bassi       | 18        |
| Francia           | 68        |
| Germania          | 11        |
| Italia            | 68        |
| Nuova Zelanda     | 19        |
| Svezia            | 20        |
| Svizzera          | 11        |
| Regno Unito       | 14        |
| Stati Uniti       | 24        |

| Classifica (2009) | Posizione |
| ----------------- | --------- |
| Australia         | 57        |
| Austria           | 43        |
| Belgio Vallonia   | 82        |
| Francia           | 61        |
| Germania          | 76        |
| Ungheria          | 41        |
| Svezia            | 77        |
| Svizzera          | 30        |
| Stati Uniti       | 45        |

### Classifiche di fine decennio
| Classifica (2000–2009) | Peak Posizione |
| ---------------------- | -------------- |
| Australia              | 6              |
| Germania               | 37             |
| Stati Uniti            | 92             |

### Classifiche di tutti i tempi
| Paese     | Posizione raggiunta |
| --------- | ------------------- |
| Australia | 45                  |